# Bud Gaugh
Floyd „Bud“ Gaugh (2. října 1967) je americký rockový bubeník, který hrál v kapelách Sublime (1988-1996), Long Beach Dub Allstars (1997-2002), Eyes Adrift (2002-2003) a Volcano (2004). V současnosti se věnuje skupině Del Mar. Známý se stal především díky hraní v projetu Eyes Adrift, ve kterém hrál s Kristem Novoselicem a Curtem Kirkwoodem.